# جعفر ابراهیمی
جعفر ابراهیمی متخلص به «شاهد» شاعر ایرانی است.

## زندگی
در سال ۱۳۳۰ در روستای حور (ویلکیج جنوبی)، وابسته به شهرستان نمین استان اردبیل، به دنیا آمد. در یازده سالگی به همراه خانواده به تهران آمد و در همان‌جا سکونت گزید. تحصیلات خود را در رشته ریاضی تا دیپلم سپری نمود. در سال ۱۳۵۸ فعالیت خود را در حیطهٔ ادبیات کودک و نوجوان شروع کرد. او که کارمند وزارت دارایی بود، در سال ۱۳۶۰ بنا به درخواست کانون پرورش فکری کودکان و نوجوانان، به آنجا منتقل شد و مسؤلیت شورای شعر کانون را به عهده گرفت. به مدّت دوازده سال نویسنده برنامه‌های رادیویی بوده و مسئولیت‌های مختلفی را نیز برعهده داشت. در سال ۱۳۸۰ بنا به درخواست خود، از کانون پرورش فکری کودکان و نوجوانان بازنشسته شد. او در دورۀ وزارت محمدحسین صفار هرندی از اعضای هیئت نظارت و سانسور پیش از چاپ کتب کودک و نوجوان بوده است.

## سوابق
- مسئول شورای شعر کانون پرورش فکری (از سال ۱۳۶۰ تا هنگام بازنشستگی در سال ۱۳۸۰)
- سردبیر جُنگِ ادبیِ «آیش»
  - دبیر سه دوره جشنواره کتاب کانون پرورش فکری و هفت دوره دبیر جشنواره مطبوعات کودک، چند دوره داوری کتاب سال
  - در اواخر دهه پنجاه تا اوایل دهه هفتاد با مجله کیهان بچه‌ها همکاری نزدیک داشت.
  - به مدت دوازده سال همکاری باصدا و سیما.
  - همکاری با انتشارات امیرکبیر در حوزه ادبی شعر و داستان.
  - جعفر ابراهیمی «شاهد» در سال ۱۳۸۶ موفّق به دریافت نشان درجه یک ادبیات (معادل دکتریٰ) شد.
- تألیف بیش از ۱۵۰ کتاب، برای گروه‌های سنی مختلف
- برنده جایزه البرز در سال ۱۳۹۷ به عنوان دانشمند برتر [نیازمند منبع]

به پاس خدمات ارزشمند ایشان مراسم تکریمی به همت بنیاد نخبگان استان اردبیل و با همکاری دانشگاه محقق اردبیلی در سال 1397 با حضور مسئولان، جمعی از فرهیختگان، اساتید دانشگاه، دانشجویان و مستعدین برتر برای ایشان برگزار شد.

## آثار برگزیده
- یک سنگ و یک دوست: کتاب سال ۱۳۶۷
- آواز پوپک: برنده جایزه بزرگ (مداد پرنده) از جشنواره کانون، و کتاب برگزیده سروش نوجوان، کتاب سال ۱۳۷۲
- آسمان ابری نیست: برندهٔ جایزهٔ بزرگ کانون در سال ۱۳۷۴
- آب مثل سلام: برنده جایزه بزرگ کانون
- خورشیدی اینجا خورشیدی آنجا: کتاب برگزیده شورای کودک
- بوی گنجشک: کتاب برگزیده سروش نوجوان
- در کوچه‌های خیس: برندهٔ دیپلم افتخار جشنواره کانون
- پلی به‌سوی شعر: برنده دیپلم افتخار جشنواره کانون
- فصل خون مهتاب: برنده لوح زرین جشنواره کانون
- تا کجای آسمان: برنده لوح زرین جشنواره کانون
- آسمان دوم: رتبه اول کتاب سال ولایت
- تندیس جایزه شعر عباس یمینی شریف - شورای کتاب کودک
- لبخند شبنم‌ها: کتاب برگزیده مراسم کتاب سال جمهوری اسلامی ایران[۲]

## مجموعه شعر نوجوانان
- آواز پوپک
- آسمان ابری نیست
- بوی گنجشک
- بوی کال یاس
- سیب و پرنده
- پروانه درباران
- سبزپوش مهربان
- تا کجای آسمان
- صلح مثل چای تازه دم
- می‌نویسم ابر، باران می‌شوم
- غصه‌ها را ساده کن
- به خاطر پرنده‌ها
- باغ سیب
- بوی نان تازه
- یاس و پرنده
- لبخند شبنم‌ها
- فصل خونِ مهتاب
- تو بوی سیب می‌دهی!
- قالی رنگین کمان
- باغ سبز شعرها
- شعرهای بارانی
- ماری که شاعرم کرد
- تکرار نام تو
- رازهایی درباد
- خانه‌ام ابری نیست
- پرنده، خواهر من است (مجموعه شعرهای عاشقانه برای نوجوانان)
- به تو می‌اندیشم (مجموعه شعرنوجوان)

## رمان نوجوانان
- یک سنگ و یک دوست
- در سوگ سهراب
- در کوچه‌های خیس
- شبهای بی‌فانوس
- پایان شب سیه
- جمعه درمحاصره کاراگاهان
- جادوگران سرزمین بی سایه
- ماه خورشید کلاه
- حکایت اردیبهشت
- پروین (زندگی‌نامه داستانی پروین اعتصامی)
- دوست می‌دارمت به بانگ بلند (زندگی‌نامه داستانی پیامبر اسلام)

## قصه نوجوانان
- همزاد
- قلعهٔ سنگباران
- پیرزن و دزدها
- من و اسب آغامحمدخان قاجار (مجموعه قصه طنز)
- بیژی
- داستان رستم و سهراب
- بازار عطاران
- قصه‌های شیرین مثنوی (در چهار مجلد)
- که مپرس…
- قصه‌های هفت اورنگ جامی
- قصه‌های گلستان سعدی
- قصه‌های بوستان سعدی
- بیست و هشت قصه از مصیبت نامه عطار
- قصّه‌های پیامبران(۲۶ قصه)

## مجموعه شعر کودکان
- آمده‌ام دوست بدارم
- شعری از گربه و موش
- خورشیدی اینجا خورشیدی آنجا
- آب مثل سلام
- میوه‌ها
- مثل یاس
- تولد قارقارک
- الک دولک، یه آدمک
- آسمان را بنویس
- کیستم من؟ چیستم من؟
- خدا چه مهربان است
- مادر درباران آمد
- کلاغ تشنه (قصه منظوم)
- دوستی کلاغ و کبوتر (قصه منظوم)
- خوشا به حالت ای روستایی
- مارمولک دروغگو
- عروسک جان، لالا کن!

## رمان کودکان
- ماجراهای جوری جورتان
- گلدره و گلتاج

## قصه کودکان
- خاله سلطان
- آن شب که باران آمد
- خرگوش و رودخانه
- قارچها در باران
- چاقالو کوچولو
- خرس باکلاه، خرس بی کلاه
- خورشید خانم آفتاب کن
- کلاغ آوازخوان
- لاکپشت اخمو
- خداحافظ تا بهار
- آن مرد بازی می‌کند (قصه منظوم)
- او برادر من است (قصه منظوم)
- داستان گردنبند (قصه منظوم)
- عیسی (یک داستان)
- دانیال (یک داستان)
- طوطی و بقال
- شیر درنده و خرگوش باهوش
- پرنده گرفتار و باغبان طمعکار
- تولد بابابزرگ
- بوس بابابزرگ
- زاغ و مار
- ده قصه از هفت اورنگ جامی (برای کودکان)
- سوسک طلا
- سفر با بادبادک
- حسنی و گرگ و بره
- قصه‌هایی دربارهٔ امام هادی (ع) / ده جلدی. یک قصه در هر جلد.
- گُلِ عزیزِ نرگس
- خرس تنبل